# AMR (сжатие звука)
 AMR — Adaptive Multi-Rate — (сжатие звука) — адаптивное кодирование с переменной скоростью. Стандарт кодирования звуковых файлов, специально предназначенный для сжатия сигнала в речевом диапазоне частот. Стандартизован ETSI (European Telecommunications Standards Institute), широко применяется в сетях GSM и UMTS. Использование AMR позволяет обеспечить высокую ёмкость сети с одновременно высоким качеством передачи речи. AMR обладает широким набором скоростей кодирования/декодирования речи и позволяет гибко переключаться на различные режимы в зависимости от окружающих условий или загрузки сети, в любых условиях обеспечивая кристально чистую передачу голоса.
Данный стандарт был создан в процессе развития алгоритмов сжатия звукового потока, используемых в сетях сотовой связи GSM, и объединяет в себя многие существовавшие ранее форматы, в том числе GSM HR, FR, EFR, с типичной дискретизацией 8 кГц, 13 бит. Выбор конкретного формата происходит автоматически, отсюда слово Adaptive в названии.
Ниже показаны все 14 режимов AMR-кодека, 8 из них доступно в полноскоростном канале (full rate, FR) и 6 — в полускоростном канале (half rate, HR):
| Кодек     | Битрейт (Кбит/с) | Канал | Совместимость                          |
| --------- | ---------------- | ----- | -------------------------------------- |
| AMR_12.20 | 12,20            | FR    | ETSI GSM enhanced full rate            |
| AMR_10.20 | 10,20            | FR    |                                        |
| AMR_7.95  | 7,95             | FR/HR |                                        |
| AMR_7.40  | 7,40             | FR/HR | TIA/EIA IS-641 TDMA enhanced full rate |
| AMR_6.70  | 6,70             | FR/HR | ARIB 6,7 кбит/с enhanced full rate     |
| AMR_5.90  | 5,90             | FR/HR |                                        |
| AMR_5.15  | 5,15             | FR/HR |                                        |
| AMR_4.75  | 4,75             | FR/HR |                                        |
| AMR_SID   | 1,80             | FR/HR |                                        |

## AMR-NB
AMR-NB (Adaptive multi rate narrow band) — звуковой кодек, являющийся узкополосным вариантом AMR. Позволяет динамически изменять скорость потока данных от 4,5 до 12,2 кбит/сек.

## AMR-WB
AMR-WB (Adaptive multi rate wide band) — широкополосный вариант AMR. Известен как стандарт G.722.2. Формат введён организацией 3G Partnership Project (3GPP).

## Программное обеспечение, поддерживающее AMR
Образцы реализации кодеков AMR-NB и AMR-WB на языке Си доступны на сайте 3GPP. На их базе создан проект AMR Codecs as Shared Libraries, созданный для предотвращения копирования защищённого патентами кода в проекты с открытым исходным кодом. Существует свободная реализация - Library of OpenCORE Framework implementation, а также и другие сторонние библиотеки (например, AMR Codecs as Shared Libraries) и конвертеры формата AMR (RetroCode, Amr2wav). Поддержка этого формата включена в различные кодеки (FFmpeg, ffdshow) и медиаплееры (QuickTime, RealPlayer, Медиапроигрыватель VLC, Media Player Classic, Mplayer).
Реализован в двух режимах - режим с эффективным использованием полосы пропускания (Bandwidth-Efficient Mode) или с выравниванием по октетам (Octet-Aligned Mode).
Диктофоны в мобильных телефонах Nokia и ряда других фирм используют этот формат. Фирмой Nokia выпущена утилита Nokia Multimedia Player для прослушивания на PC диктофонных записей, сделанных на телефонах Nokia. На старых телефонах (Nokia 6110, 6130 и многие другие) была возможность ручного выбора (с помощью кодов или инженерного меню) режима работы кодека, используемого при голосовых вызовах: включение и выключение EFR — *3370# и #3370# соответственно; включение и выключение HR — *4720# и #4720# соответственно;
Также кодек AMR широко использовался для сжатия звука при записи видео в формате 3GPP на мобильных телефонах.
Существует бесплатный плеер и конвертер файлов AMR — AMR Player, бесплатный онлайн-конвертер AMR-файлов.